# Зямино
Зямино — опустевшая деревня в Слободском районе Кировской области в составе Светозаревского сельского поселения.

## География
Находится на расстоянии примерно 16 км по прямой на восток-юго-восток от районного центра города Слободской.

## История
Известна была с 1873 года, когда в ней (тогда деревня Даргальская) было учтено дворов 3 и жителей 44, в 1905 10 и 105, в 1926 (уже Зимино, позже Зямино) 15 и 152 (все удмурты), в 1950 32 и 147 соответственно. В 1989 году оставалось 39 жителей.

## Население
Постоянное население  составляло 8 человек (удмурты 100%) в 2002 году, 0 в 2010.